# Lago di Paneveggio
Il lago di Paneveggio o lago di forte Buso è un lago artificiale del Trentino, in val di Fiemme, nel territorio comunale di Predazzo, nella frazione di Paneveggio.

## Descrizione

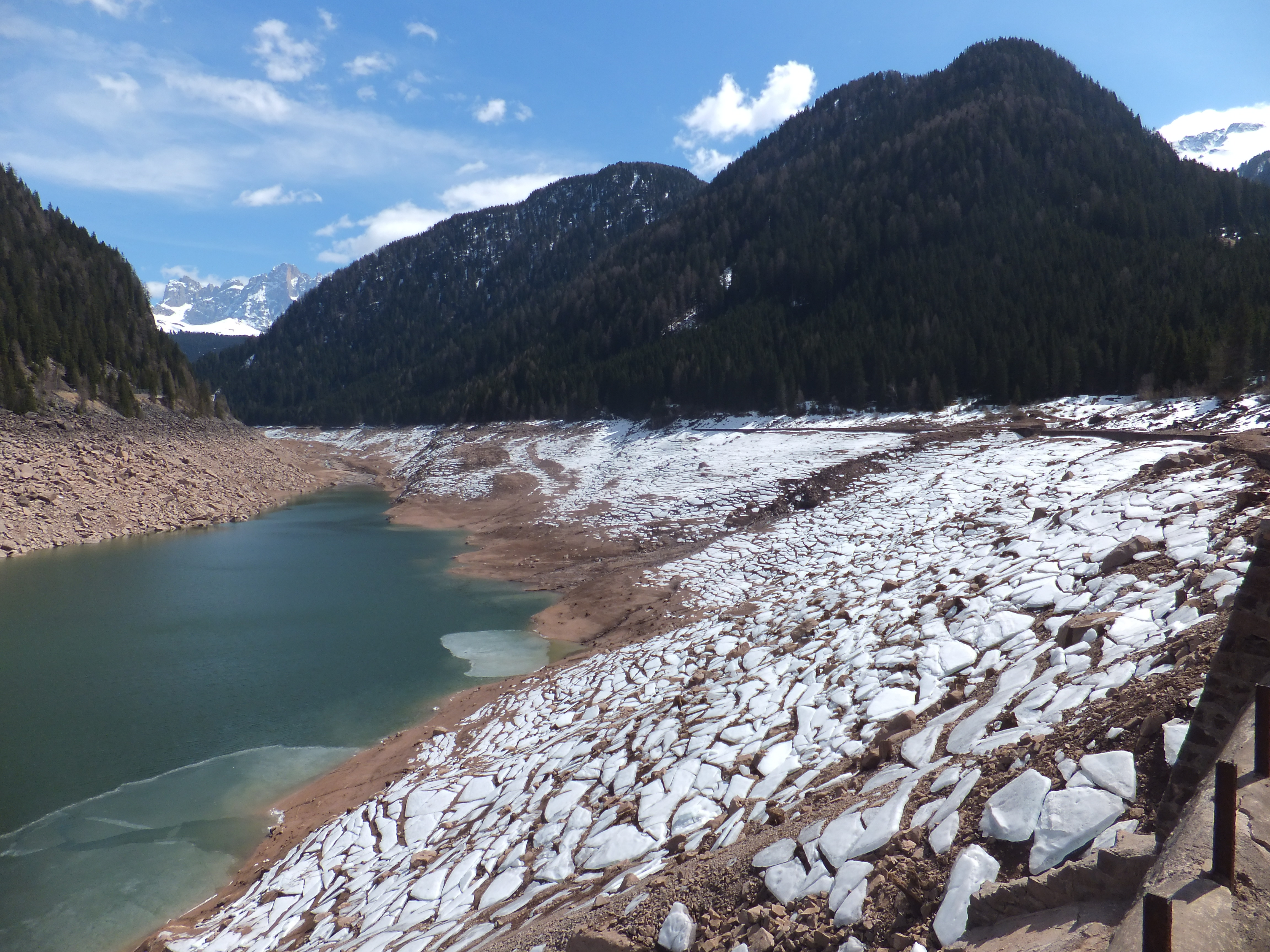
Il lago con un basso livello d'acqua

Si tratta di un lago artificiale, in quanto sbarrato da una diga. Molte scuole della regione soggiornano per circa una settimana per studiare la struttura della diga e l'ambiente circostante, che rientra nel Parco naturale Paneveggio - Pale di San Martino.
Il lago si trova nella valle del rio Travignolo, tra il Dossaccio e le Cime di Bragarolo, facenti parte della Catena del Lagorai. La strada statale 50 nel tratto che congiunge Passo Rolle a Bellamonte, ne lambisce la costa settentrionale.